# Samuel Orgelbrand

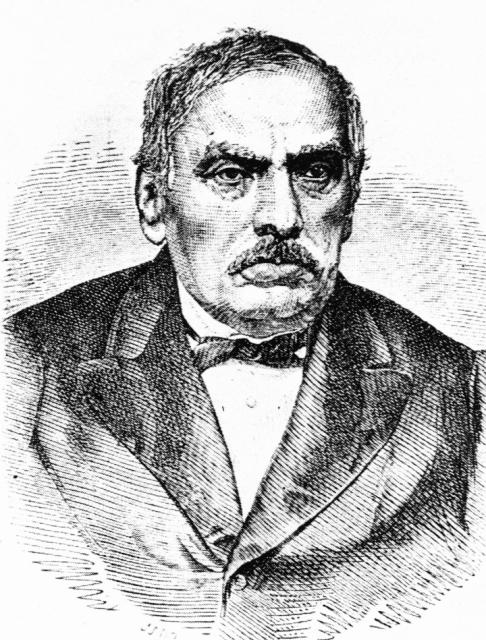
Samuel Orgelbrand

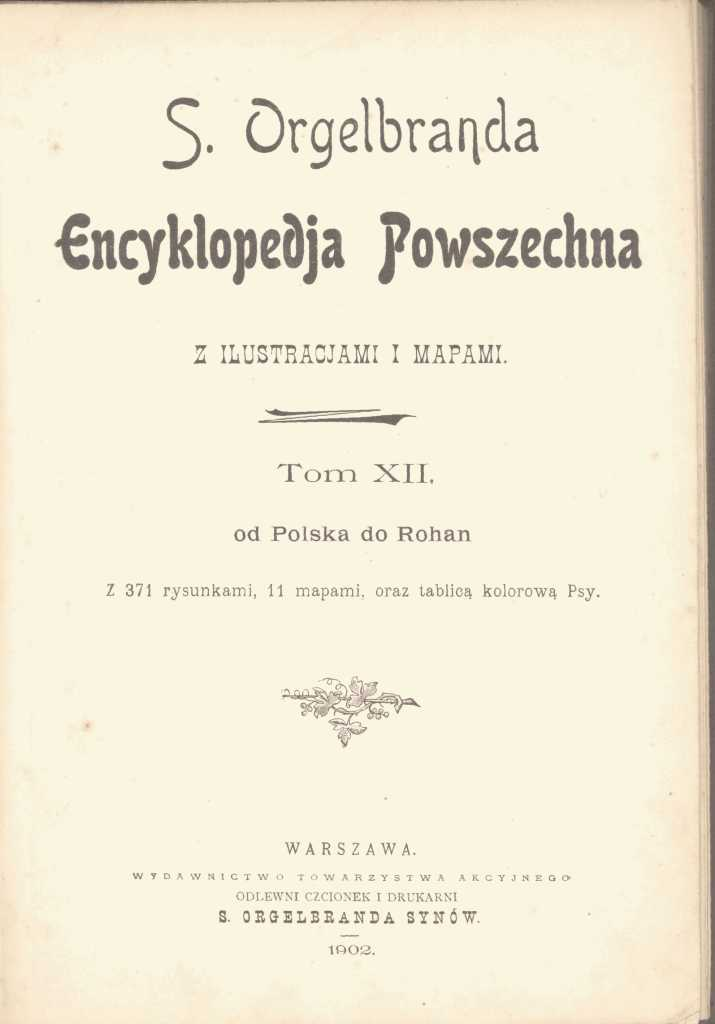
Band XII (1902) der nach Orgelbrands Tod erschienenen, illustrierten 18-bändigen Ausgabe der Enzyklopädie (Titelblatt)

Samuel Orgelbrand (geboren 1810 in Warschau, Russisches Kaiserreich; gestorben 16. November 1868 ebenda) war ein polnischer Verleger, Buchhändler und Druckereibesitzer. 

## Leben
Samuel Orgelbrand besuchte von 1826 bis 1830 das Staatliche Rabbinerseminar (Rządowa Szkoła Rabinów) in seiner Heimatstadt, entschied sich jedoch gegen eine Laufbahn als Rabbiner. Denn er hatte schon als 19-Jähriger mit Erfolg einige Übersetzungen damals gängiger französischer Romane veröffentlicht; die Welt der Bücher faszinierte ihn. So begann er nach Abschluss des Seminars als Drucker und als Verleger zu arbeiten. 1836 eröffnete er ein Antiquariat in Warschau, bald darauf eine Buchhandlung. Eine Buchbinderei und eine Letterngießerei kamen dazu, die eigene Gießerei nicht zuletzt deshalb, weil Orgelbrand mit der Qualität der Lettern, die ihm geliefert worden waren, nicht zufrieden war.
Seine größte Leistung war die erste große Enzyklopädie in polnischer Sprache, die von 1859 bis 1868 in 28 Bänden erschienene Encyklopedia Powszechna (Universalenzyklopädie). Sein Anliegen war, ein den großen Enzyklopädien in deutscher, englischer und französischer Sprache vergleichbares Werk in polnischer Sprache zu schaffen. Orgelbrand selbst war nicht nur Verleger, sondern auch der Herausgeber, der den Redaktionsstab zusammenstellte. Deshalb wurde seine Enzyklopädie auch als „Orgelbrands Enzyklopädie“ (S. Orgelbranda Encyklopedja powszechna) bekannt und erschien in späteren Auflagen unter diesem Titel. Sein Name war zu einem Markenzeichen geworden.
Orgelbrand verlegte außer polnischen Büchern auch solche in hebräischer und jiddischer Sprache, darunter eine von 1860 bis 1864 erschienene 20-bändige Ausgabe des Babylonischen Talmud. Sie war ein großer Erfolg; Orgelband verkaufte 12.000 Exemplare. Der Gewinn ermöglichte es ihm, das Großvorhaben der Encyklopedia Powszechna durchzuhalten.
Samuel Orgelbrand liegt auf dem jüdischen Friedhof in der ul. Okopowa in Warschau begraben. Sein Grabstein ruft einige seiner Lebensleistungen in Erinnerung: „Buchhändler, Verleger der ersten polnischen Enzyklopädie, Mitglied des Vorstands der Warschauer Synagogengemeinden“.
Sein Verlag und seine Druckerei wurden nach seinem Tode von seinen Söhnen Hipolit (1843–1920) und Mieczysław (1847–1903) als Towarzystwa Akcyjnego odlewni czcionek i drukarni S. Orgelbranda synów weitergeführt.

## Ausgaben der Encyklopedia Powszechna
- Erstauflage in 28 Bänden, 1859–1868 (Nachdruck: 1984–1985)
- Neuauflage in 12 Bänden, 1872–1876
- Neuauflage in 12 Bänden, 1877–1879
- Neuauflage in 12 Bänden, 1883–1884
- Illustrierte Auflage in 18 Bänden, 1898–1912